# 달걀

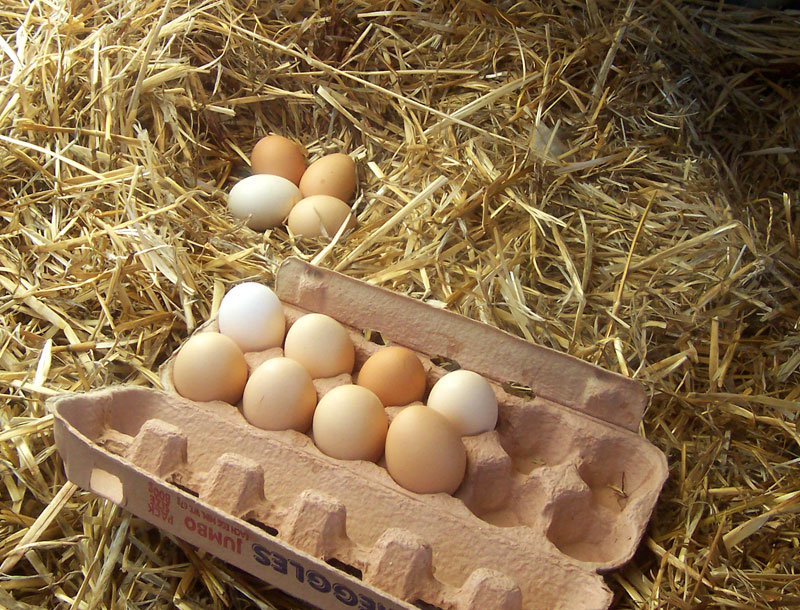
여러 달걀들의 모습.

달걀(문화어: 닭알) 또는 계란(鷄卵)은 닭의 알이다. 또한 달걀은 개체 하나에 하나의 세포로 구성이 된 단세포로 되어 있으며, 계란찜, 계란말이, 계란후라이 등의 요리의 재료로도 널리 사용된다. 부화하면 병아리가 된다.
달걀은 영양이 풍부하고 양질의 동물성 단백질이 풍부하며, 노른자에는 비타민 A, 비타민 D, 비타민 E, 인, 칼슘 등이 포함되어 있다. 껍질의 색깔은 흰색과 갈색이 있으며 대한민국에서 볼 수 있는 계란은 갈색계란이다.

## 어원
| 세기   | 단어                                       |
| ------ | ------------------------------------------ |
| 15세기 | ᄃᆞᆯᄀᆡ알 · ᄃᆞᆯ긔알 · ᄃᆞᆰ의알                   |
| 16세기 | ᄃᆞᆯᄀᆡ알                                     |
| 17세기 | ᄃᆞᆯ긔알 · ᄃᆞᆰ긔앓 · ᄃᆞᆰ긔알 · ᄃᆞᆰ의알 · ᄃᆞᆯᄀᆡ알 |
| 18세기 | ᄃᆞᆰ의알                                     |
| 19세기 | ᄃᆞᆰ의ᄋᆞᆯ · 닭의알 · 닭알                     |
| 20세기 | ᄃᆞᆰ의알 · 닭알 · 달걀                       |

대한민국에서는 달걀을 '닭의알'→'닭이알'→'달걀'로 말이 진화된 것으로 보고 있으며, 토박이말로 인정하고 있다. 1954년에 조선민주주의인민공화국에서는 한글 맞춤법 통일안을 대신하는 조선어 철자법을 제정함에 따라 현지 언어 사용에 맞추어 '달걀'을 '닭알'로 수정했다.

## 구조

달걀의 단면도:
1. 알 껍데기(껍질)
2. 바깥 세포막(외피)
3. 안쪽 세포막(내피)
4. 알끈(컬레이저)
5. 바깥 세포막
6. 가운데 세포막
7. 난세포막 (난황막)
8. 팬더핵
9. 배아원반
10. 노른자위(난황)
11. 흰자위(알부민)
12. 내부 흰자위
13. 알끈(컬레이저)
14. 기실(공기방, 숨구멍)
15. 표피

달걀은 대체적으로 노른자위(난황), 흰자위(난백), 껍데기(난각)로 이루어져 있다. 알 껍질은 주로 탄산칼슘으로 이루어져 있으며 바깥으로부터 산소를 받아들여 안에서 호흡한 뒤 바깥으로 이산화탄소를 내보낼 수 있게 되어 있다. 알 껍질의 안쪽에는 얇은 세포막이 자리잡고 있다. 노른자위는 알끈(컬레이저)에 의해 알의 중심이 고정된다.

## 등급
달걀의 등급은 무게, 품질에 따라 나눈다.
- 무게에 따라: 왕란 (68 g 이상), 특란 (60 g 이상 68 g 미만), 대란 (52 g 이상 60 g 미만), 중란 (44 g 이상 52 g 미만), 소란 (44 g 미만)
- 품질에 따라: 외관 (난각), 투광 (기실, 난황, 난백), 할란 (난황, 농후난백, 수양난백, 호우단위) 검사를 통해 1+ 등급 (A급 70% 이상, C급 5% 이하, D급 1% 이하), 1 등급 (B급 80% 이상, D급 3% 이하), 2 등급 (C급 95% 이상), 3 등급 (C급 95% 미만)
  - 단, 파각란이 1+ 등급의 경우 7% 이하, 1 등급의 경우 9% 이하, 2 등급의 경우 10% 이하, 3 등급은 10% 초과를 만족하여야 하며, 초과하는 경우 등급을 하향 조정한다.

## 달걀 고르는 요령
껍데기에 이물질이 없고 금이 가지 않았으며, 만졌을 때 거친 느낌이 드는 것을 선택하는 것이 신선한 달걀을 고르는 요령이다.
또 깨뜨렸을 때 노른자가 도톰하게 올라와 있고 색이 선명하며, 흰자가 퍼지지 않는 것이 신선한 것이다.

## 유정란과 무정란
유정란과 무정란은 구별할 수 있다. 무정란은 암탉이 수탉과 교배하지 않고 낳은 알이고, 유정란은 암탉과 수탉이 교배하여서 낳은 알이다. 그리고 유정란은 마트에 가봐도 발견할 수 있고, 부화도 가능하다.
다만 대부분 유정란 패키지에는 부화용으로 적합하지 않는다고 적혀있다. 세척을 하고, 온도가 낮아보이기 때문이라고 한다.

## 달걀 주요 국가별 생산량
2007년 기준, 세계 10대 달걀 생산 국가와 그 생산량은 다음과 같다.
| 국가명 | 생산량(단위:톤) | 국가명     | 생산량(단위:톤) |
| ------ | --------------- | ---------- | --------------- |
| 중국   | 21,833,300      | 러시아     | 2,103,300       |
| 미국   | 5,308,000       | 브라질     | 1,779,190       |
| 인도   | 2,670,000       | 인도네시아 | 1,174,600       |
| 일본   | 2,525,000       | 프랑스     | 878,400         |
| 멕시코 | 2,290,833       | 튀르키예   | 795,310         |

자료 출처 - 국제연합식량농업기구 2007년 통계

## 대표적 요리

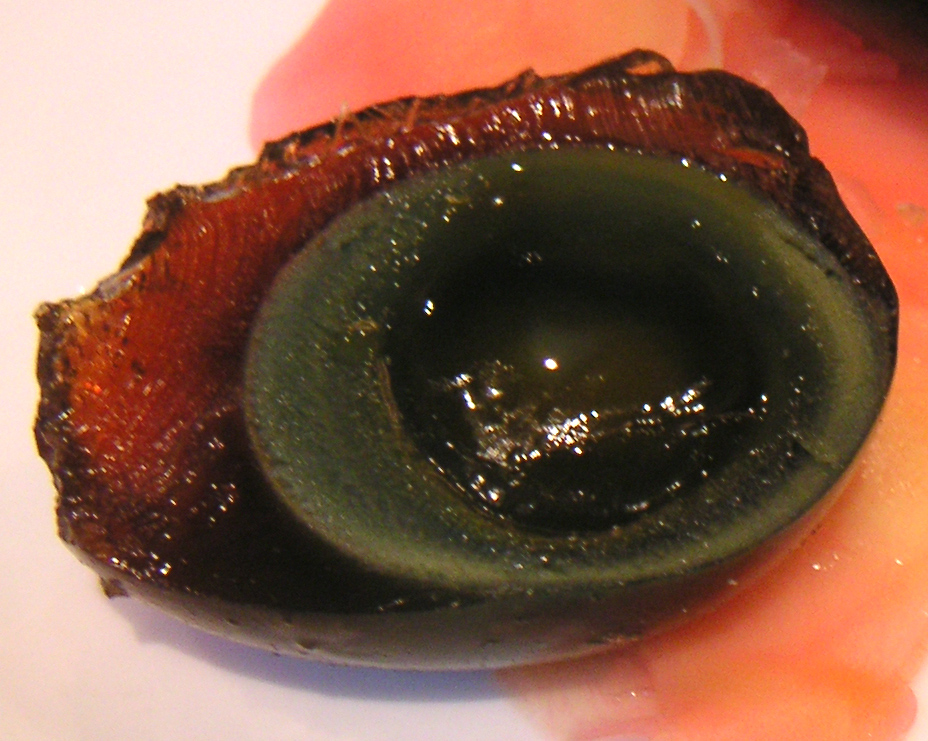
피단

- 계란말이
- 달걀국
- 달걀찜
- 달걀탕
- 달걀밥
- 삶은 달걀
- 스코치 에그
- 스크램블
- 오믈렛
- 장조림
- 전유어
- 커스터드 타르트
- 프라이
- 프렌치 토스트

## 보관방법
세척한 달걀은 냉장상태로 유통, 보관되며 세척하지 않은 달걀은 상온에서 유통·보관된다. 가정에서 냉장보관할 때는 세척해서 보관한다. 실온보관 시에는 산란일로부터 1주일, 냉장보관 시에는 3주 정도 보관이 가능하다.

## 관련 사건

### 폐기물 달걀 재사용 사건
2015년 2월 13일, 대한민국 경기도 평택시에 위치해 있는 한국양계농협의 달걀 가공공장에서 폐수 처리장으로 들어가야 될 폐기물 달걀을 정상 달걀과 섞어 롯데제과, 해태제과 등 대형 식품업체 및 학교 급식 담당업체에 식품 원료로 공급해오다 적발되어 벌어진 사건이다. 이 사건이 보도되면서 시민들의 분노가 폭발하는 등 논란이 일파만파로 번져나가자 2월 14일, 한국양계농협은 홈페이지에 대국민 사과문을 게재하는 한편, 문제의 달걀 가공공장을 잠정 폐쇄하고 철저한 진상규명에 착수했지만, 내부에서는 은폐를 시도하려는 의혹이 일고 있다. 결국 2월 16일, 한국양계농협 조합장은 폐기물 달걀 재사용 논란에 대해 모든 책임을 통감하고 사퇴하였으며 2월 25일, 경기 평택경찰서는 이미 사퇴한 前 한국양계농협 조합장과 달걀 가공공장장 등 4명을 축산물 위생관리법 위반 혐의로 구속 수사하였고 3월 6일, 식품의약품안전처는 폐기물 달걀 재사용 논란으로 잠정 폐쇄한 한국양계농협 달걀 가공공장을 폐업 조치하였다. 한편, 폐기물 달걀을 섞은 원료를 납품받은 롯데제과와 해태제과는 해당 원료를 섞은 제품을 공개하고 그 제품을 전량 회수하는 등 후속 조치를 취하기로 하였다. 6월 26일, 수원지방법원은 폐기물 달걀을 식품 원료로 공급해온 前 한국양계농협 조합장에게 징역 10개월에 집행유예 2년을, 달걀 가공공장장에게 징역 1년에 집행유예 2년을 각각 선고하였다.

### 유럽 '살충제 달걀' 파동
2017년 7월 유럽에서 생산된 '살충제 달걀' 파동이 세계 45개국으로 확산됐다고 유럽연합(EU)이 5일(현지시간) 밝혔다. AFP통신에 따르면 비테니스 앤드리우카이티스 EU 보건·식품 안전 집행위원은 에스토니아 탈린에서 기자회견을 열고 "26개 EU 회원국과 19개 제3국이 연관됐다"고 밝혔다. 이는 지난주 알려진 35개국보다 많다. EU 회원국 중에는 크로아티아·리투아니아 2곳을 제외한 모든 국가에서 살충제 달걀이 발견됐다. 살충제 달걀이 발견된 비(非) EU 회원국은 노르웨이·홍콩·스위스·레바논·카타르·러시아·남아프리카·이라크·튀르키예·아랍에미리트·미국·사우디아라비아·싱가포르·이스라엘·캐나다 등 19개국이다. 한국은 여기 포함되지 않았다. 살충제 달걀 파동은 지난달 초 네덜란드와 벨기에를 중심으로 시작됐다. 시중에 유통된 달걀에서 해충 제거 성분인 '피프로닐'이 검출된 것. 피프로닐은 사람이 다량 섭취할 경우 신장·간·갑상선 등에 이상을 일으킬 수 있어 식용 동물엔 사용이 금지된 성분이다. 앞서 유럽에서는 양계농장 수백곳이 문을 닫았고, 시중 유통된 달걀이 폐기 처분됐다.